# Wipon
Wipon, ou Wipo (parfois dit Wipon de Bourgogne, 995 ?-1048 ?) est un prêtre et lettré, chapelain de l'Empereur Konrad II dont il écrivit la biographie (Gesta Chonradi II. imperatoris).
Il lègue également des maximes et proverbes (1027 ou 1028 ; un Tetralogus Heinrici en hexamètres rimés, dédié à Henri III en 1041 ; et la séquence Victimæ paschali laudes (dont l'attribution est toutefois incertaine).

## Éditions
- Monumenta Germaniae Historica, éd. Harry Bresslau, Wiponis Gesta Chonradi II. ceteraque quae supersunt opera, Hanovre, 1878, rééd. 1915.

## Biographie
- Anselm Joseph Alois Schubiger, La séquence de Pâques, Victimæ paschali laudes, et son auteur, p. 7 - 21, Typographie Charles de Mourgues Frères, Paris 1858 [lire en ligne]